# ISO 639
ISO 639 – zestaw standardów międzynarodowych dotyczących jednoznacznego reprezentowania nazw języków za pomocą krótkich, 2-, 3- lub 4-literowych identyfikatorów.
Obowiązuje sześć standardów:
- ISO 639-1: 2002, 2-literowe kody języków
- ISO 639-2: 1998, 3-literowe kody głównych języków i grup języków
- ISO 639-3: 2007, 3-literowe kody wszystkich języków
- ISO 639-4 (odrzucony projekt), wskazówki implementacyjne i ogólne zasady kodowania języków
- ISO 639-5: 2008, 3-literowe kody rodzin i grup językowych
- ISO 639-6 (projekt), 4-literowe kody wariantów języków

Np. język polski ma w ISO 639-1 przyporządkowany kod „pl”, a w ISO 639-2 i ISO 639-3 kod „pol”.